# NGC 24
NGC 24 é uma galáxia espiral (Sc) localizada na direcção da constelação de Sculptor. Possui uma declinação de -24° 57' 52" e uma ascensão recta de 0 horas, 09 minutos e 56,1 segundos.
A galáxia NGC 24 foi descoberta em 27 de Outubro de 1785 por William Herschel.